# Les Bordes-sur-Lez
Les Bordes-sur-Lez è un comune francese di 174 abitanti situato nel dipartimento dell'Ariège nella regione dell'Occitania. Il 1º gennaio 2017 è stato accorpato con il comune di Uchentein per formare il nuovo comune di Bordes-Uchentein.

## Società

### Evoluzione demografica
Abitanti censiti